# Bogusław Pietrzak
Bogusław Pietrzak (ur. 21 maja 1958 w Łodzi) – polski piłkarz i trener.

## Przebieg kariery
W piłkę uczył się grać w ŁKS Łódź i w jego czwartoligowych rezerwach zadebiutował w zespole seniorów. Studiował na Akademii Wychowania Fizycznego w Warszawie, którą ukończył z tytułem magistra. Podczas pobytu w stolicy bronił barw Marymontu.
W 1981 został trenerem II klasy, dziesięć lat później I klasy, a w 2006 ukończył kurs UEFA Pro Licence. Pierwszym zespołem jaki poprowadził w karierze trenerskiej był Orzeł Łódź. Szkolił tam juniorów zdobywając z tą drużyną wicemistrzostwo Polski. Jego podopieczni przegrali wtedy z Jagiellonią w której grali m.in. Tomasz Frankowski i Marek Citko. W 1995 już jako szkoleniowiec ŁKS Łódź poprowadził juniorów do mistrzostwa Polski. Prowadził wówczas Marka Saganowskiego. Pracował w wielu klubach, w tym pierwszoligowych (ŁKS Łódź, Ruch Chorzów, Świt Nowy Dwór Mazowiecki, Pogoń Szczecin). Pracował także m.in. w rezerwach Wisły Kraków i w Piaście Gliwice. Od 8 października 2019 do 11 lipca 2020 był trenerem Elany Toruń.

### Kariera trenerska
- Energetyk Łódź (1981–1989 – juniorzy, w jednym sezonie seniorzy)
- Orzeł Łódź (1989–1993 – juniorzy)
- GKS Bełchatów (1993–1994 – asystent)
- ŁKS Łódź (1994–1995 – juniorzy)
- Orzeł Łódź (1995–1996 – juniorzy i seniorzy)
- Unia Skierniewice (1996–1997)
- Piotrcovia Piotrków Trybunalski (1997–1998)
- ŁKS Łódź (1998–2000 – I trener i asystent)
- Ruch Chorzów (2000–2002)
- ŁKS Łódź (2002–2003)
- Świt Nowy Dwór Mazowiecki (2003)
- Pogoń Szczecin (2005)
- Wisła II Kraków (grudzień 2005 – 15 maja 2006 – rezerwy).
- Piast Gliwice (20 września 2006 – 3 lipca 2007)
- Ruch Chorzów (10 września 2008 – 27 kwietnia 2009, następnie drużyna Młodej Ekstraklasy)

44 mecze w ekstraklasie jako trener.